# Élections régionales tchèques de 2012
Les élections régionales tchèques de 2012 (en tchèque : Volby do zastupitelstev krajů v Česku 2012) se tiennent du 12 au 13 octobre 2012, afin d'élire les 675 représentants de 13 des 14 régions tchèques (Prague n'est pas concerné).